# مومج
روستای مومج از توابع ییلاقی بخش مرکزی شهرستان دماوند است.
این روستا در فاصله ۱۴۰ کیلومتری شهر تهران واقع شده‌است.
برای رسیدن به این روستا باید از مناطق آبسرد - آینه ورزان - جابان - سربندان و سیدآباد گذر کرد. پس از این مسافتی نزدیک به ۵ کیلومتر طی می‌شود و یک خروجی از جاده اصلی تهران فیروزکوه به سمت منطقه باستانی ابرشیوه وجود دارد؛ که روی تابلو آن نام روستاهای کهنک - یهر - مومج - دهنار و هویر درج گردیده‌است. پس از روستای هویر نیز به دشت چمندا و دریاچه طبیعی و توریستی مومج خواهیم رسید.

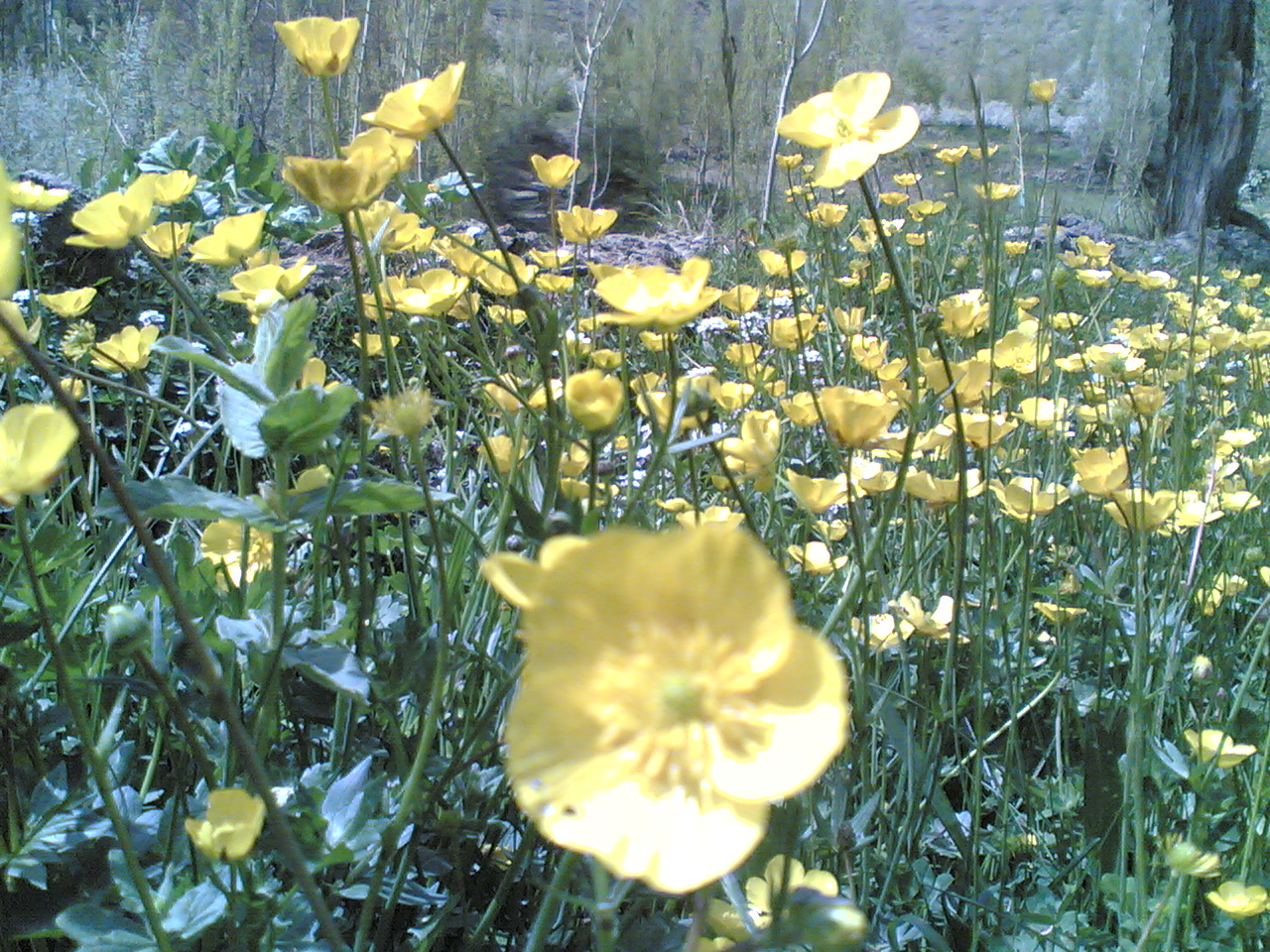

## وسعت جغرافیایی

### حدود جغرافیایی روستای مومج
از شرق به منطقه زردبند (مرز روستای یهر و لی‌پشت)
از غرب به منطقه هلی یر (مرز روستای دهنار)
از شمال به ارتفاعات دوبرار (بخش ارجمند و روستای بهان)
از جنوب شرقی به ارتفاعات مرزی روستای مومج و روستای آرو معروف به الگن
از جنوب غربی نیز به ارتفاعات سیدآباد و سربندان منتهی می‌شود.

## فرهنگ و مذهب و گویش

### زبان و گویش محلی
فقط بعضی از مردم مهاجر این روستا به زبان مازندرانی با لهجه طبری دماوندی که گویشی از زبان مازندرانی است، صحبت می‌کنند.

### مذهب
مذهب مردمان روستای مومج، شیعه دوازده امامی است.اما بر اساس تبارشناسی، نسب شناسی و بررسی سوابق سجلی و خطی به جا مانده در ۳۰۰ سال گذشته، به نظر می رسد بعضی از تیره های مردمان این روستا از دین یهود بوده اند. شاخص بعضی از نام ها افراد این روستا یکی از اسنادی است که در این خصوص به جا مانده.

## نهر ده کیله
نهر آبی را که از بند سر (نزدیک روستای دهنار) شروع، و به تنگهٔ وایزر (نزدیک منطقه لی پشت) ختم می‌شود، نهر ده کیله می‌گویند.
نهر ده کیله مسافتی قریب به ۱۰ کیلومتر دارد و بسیاری از باغات و مراتع آن را آبیاری می‌کند.

## آب و هوای روستای مومج
آب و هوای این روستا مشابه یک منطقه در ناحیه کوهستان می باشد که در زمستان بسیار سرد و دمای آن به 8- درجه سانتی گراد می رسد و در تابستان در ظهر آفتابی خود از 30 درجه سانتی گراد نیز عبور می کند.